# Peloursin

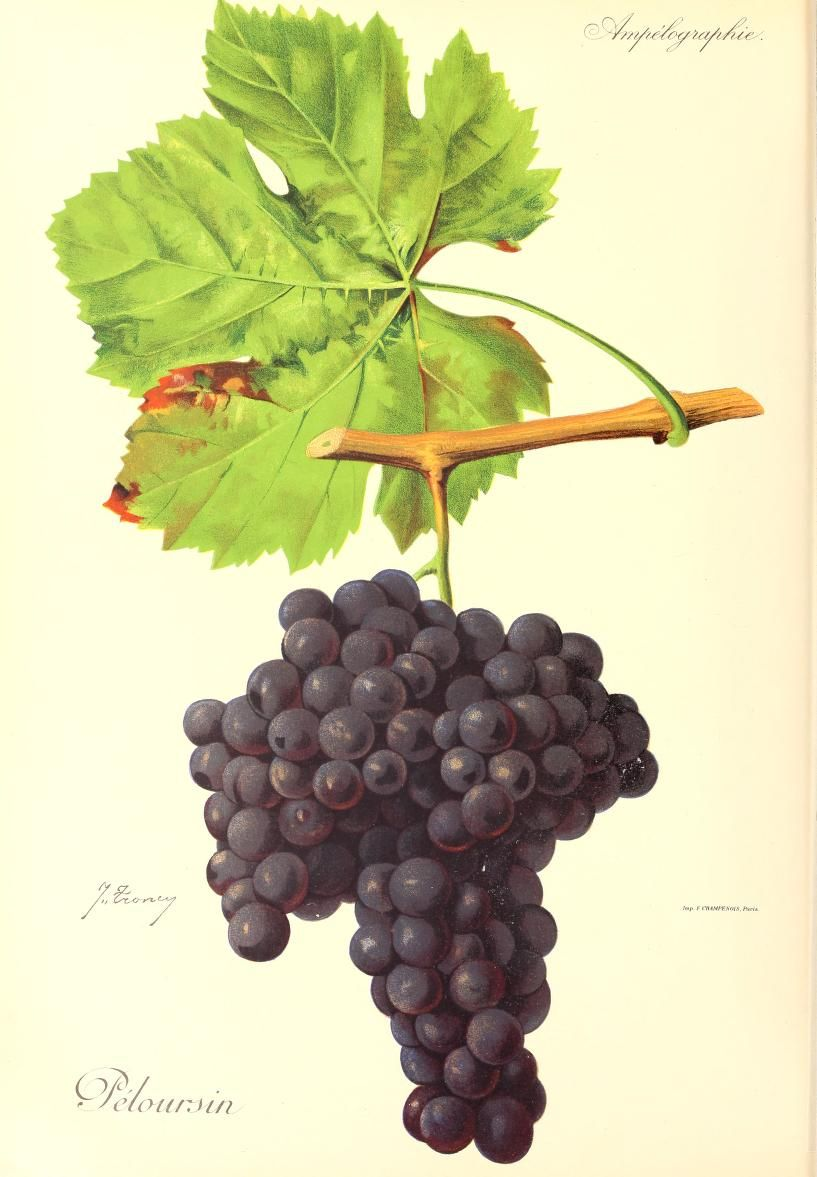
Imagen de la variedad de vid Péloursin, utilizada en viticultura. Caracterizada por sus hojas y racimos de uvas, es objeto de estudio en ampelografía por sus características morfológicas distintivas y su uso en la producción de vino.

Peloursin es una uva de vino más conocida por ser el cruce con la uva syrah para hacer la uva del vino rojo Durif.
La uva se cree que se originó en Isère, en el norte de la región de Rhône-Alpes. Hoy en día se puede encontrar en algunas cantidades en California (Estados Unidos) y Victoria (Australia).